# Вуччи, Эван
Эван Вуччи (англ. Evan Vucci, род. 15 июля 1977, Олни, Округ Монтгомери, Мэриленд, США) — американский фотожурналист, в настоящее время работает главным фотографом в Associated Press в Вашингтоне. Вуччи снимает и создаёт как фото, так и видеопроекты по всему миру, а также на различные темы, включая спорт в Вашингтоне, вооружённые силы США и политику США.
Он входил в состав репортёрской группы Associated Press, которая в 2021 году получила Пулитцеровскую премию за новостную фотографию. В июле 2024 года он сфотографировал раненого Дональда Трампа с поднятым кулаком после покушения на его жизнь в Пенсильвании.

## Биография

### Ранние годы и образование
Вуччи родился в Олни 15 июня 1977 года. Его мать была секретарём, а отец — полицейским.
В 1995 году Вуччи поступил в Рочестерский технологический институт в Рочестере, чтобы изучать коммерческую фотографию. Там он посетил лекцию фотожурналиста Майкла Уильямсона. На лекции Уильямсон показал свои работы и рассказал о своих путешествиях по всему миру, когда работал в The Washington Post. Вуччи был поражён фотографиями и жизнью, которую вёл Уильямсон, и сменил специализацию, чтобы сосредоточиться на фотожурналистике. Еще будучи студентом Рочестерского технологического института, Вуччи фотографировал спорт для Reuters.
В 2000 году Вуччи окончила Рочестерский технологический институт со степенью бакалавра в области профессиональной фотоиллюстрации.

### Карьера
После окончания колледжа Вуччи переехал в Фейетвилл и устроился на работу в The Fayetteville Observer с графиком 30 часов в неделю. Примерно через три месяца Вуччи понял, что жизнь в газете маленького городка не для него. Вуччи устроился в Сиднее, на работу в Международный олимпийский комитет в качестве фотокорреспондента во время летних Олимпийских игр 2000 года. Во время работы в Сиднее Вуччи познакомился с фотографом Associated Press Дугом Миллсом, который помог ему попасть в Associated Press в качестве внештатного фотожурналиста.
В конце 2003 года Вуччи устроился на работу в Associated Press. В 2008 году Вуччи несколько раз посещал передовую оперативную базу Марез в Мосуле, чтобы рассказать о солдатах и их историях. В центре его внимания был кавалерийский разведывательный взвод из 3-й эскадрильи 3-го бронетанкового кавалерийского полка. Он провёл несколько недель, снимая патрулирование и жизнь взвода на боевом посту в Западном Мосуле. Многие из этих солдат были ранены, а трое убиты.

#### Известные изображения

##### Ботинки Буша
Один из самых знаковых снимков Вуччи был сделан в Ираке, когда он работал на Associated Press. В воскресенье, 14 декабря 2008 года, Вуччи присутствовал на совместной пресс-конференции президента Соединенных Штатов Джорджа Уокера Буша и премьер-министра Ирака Нури аль-Малика в Багдаде. Совместная пресс-конференция должна была объявить о подписании соглашения о статусе сил, которое позволяло военным Соединенных Штатов оставаться в Ираке. Во время пресс-конференции иракский журналист Мунтазар аз-Зейди бросил свою обувь в Джорджа Буша.

##### Протесты после убийства Джорджа Флойда
В 2020 году Вуччи освещал протесты после убийства Джорджа Флойда для Associated Press. Будучи главным фотографом Associated Press в Вашингтоне, он входил в состав команды AP, которая в 2021 году получила Пулитцеровскую премию за новостную фотографию.

##### Фотография Трампа с поднятым кулаком
13 июля 2024 года Вуччи сфотографировал Дональда Трампа, которого уводили со сцены после того, как он пережил покушение на убийство. Кулак Трампа был поднят вверх, а на правой стороне его лица была кровь. Это изображение широко распространилось в социальных сетях и было использовано в качестве обложки для Time.